# Zali Breg
Zali Breg je naselje v Občini Brda.